# 蒋达宁
蒋达宁（1919年3月—2011年1月8日），安徽歙县人，中华人民共和国政治人物，中国民主建国会中央委员会原常务委员、秘书长，上海市委员会原副主任委员，第六、七届全国政协委员。